# Monochamus flavoguttatus
Monochamus flavoguttatus là một loài bọ cánh cứng trong họ Cerambycidae.